# Pietroșani (Argeș)
Pietroșani is een Roemeense gemeente in het district Argeș.
Pietroșani telt 5967 inwoners.